# 高吉先
高 吉先（コ・ギルソン、朝鮮語: 고길선）は、朝鮮民主主義人民共和国の政治家。最高人民会議常任委員会書記長、朝鮮労働党中央委員会委員。原油工業相などを歴任した。

## 経歴
出生地や生年月日は不明。2016年5月9日に開催された朝鮮労働党第7次大会で朝鮮労働党中央委員会委員候補に選出された。原油工業副相を経て、2016年8月に原油工業相に昇進したことが確認された。2019年3月に最高人民会議第14期代議員に選出され、同年4月11日に開催された最高人民会議第14期第1回会議で原油工業相に再任された。翌2020年4月12日に開催された最高人民会議第14期第3回会議で最高人民会議常任委員会書記長に任命され
、同年6月7日に開催された朝鮮労働党中央委員会第7期第13回政治局会議で党中央委員会委員に補選された。

## 参考サイト
- 북한정보포털

| 先代鄭英国 | 最高人民会議常任委員会書記長2020年 - | 次代現職 |

| 先代裵学 | 原油工業相2016年 - 2019年 | 次代改編 |